# پریتزواک
شهر پریتزواک (به آلمانی: Pritzwalk) در ایالت برندنبورگ در کشور آلمان واقع شده‌است.